# トスターダ
トスターダ（tostada、[tɒˈstɑːdə] ないし [toʊˈstɑːdə]; スペイン語: [tosˈtaða]、「トーストされた」の意）はトーストされたトルティーヤをベースにしたメキシコおよびその他のラテン・アメリカでの様々な料理につけられた名前。
この料理名は通常は揚げた、あるいはトーストされた平らな、またはボウル型のトルティーヤをさすが、トスターダをベースと使用する任意の料理を示すこともある。単品で喫されることも、他の食品のベースとして使用することもできる。通常はトウモロコシのトルティーヤが使用されるが、小麦や他の材料を使用したトスターダもある。

## 調理

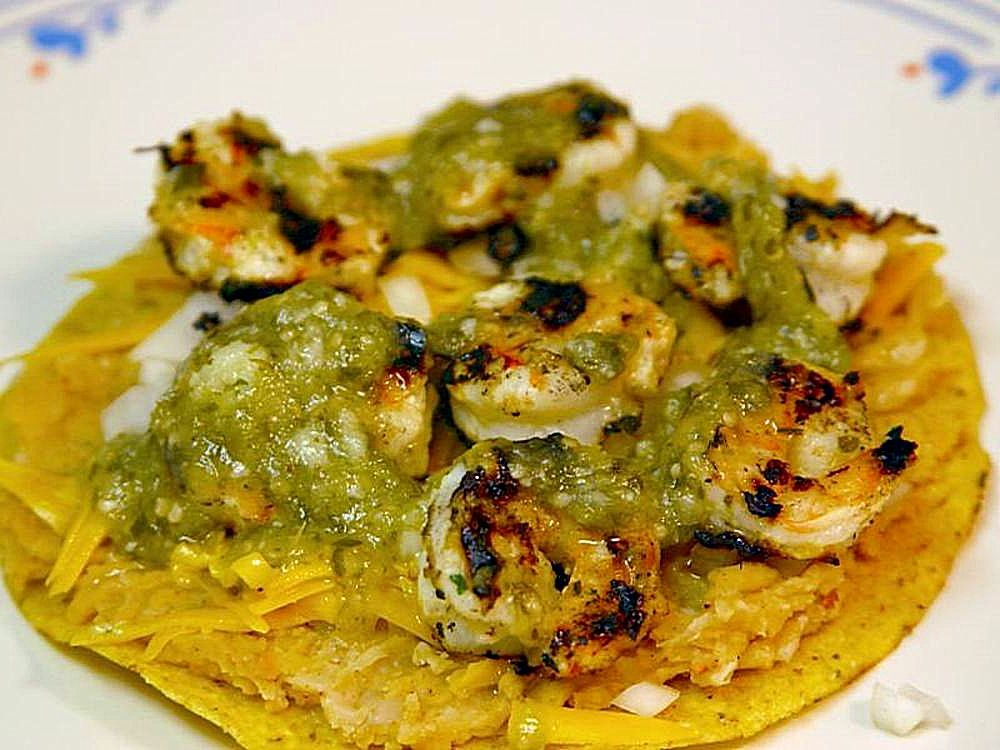
海老のトスターダ

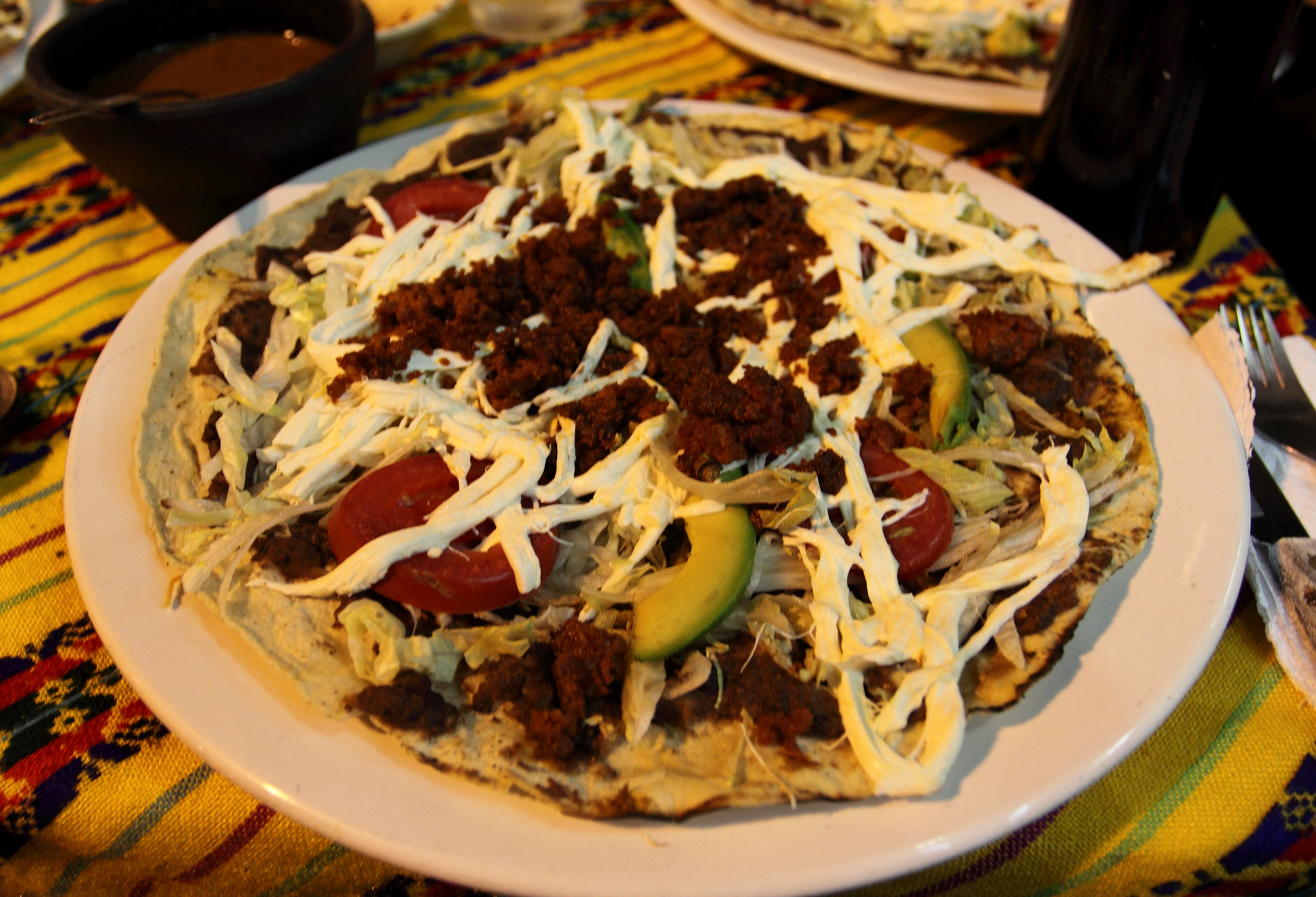
オアハカ・トラユーダ

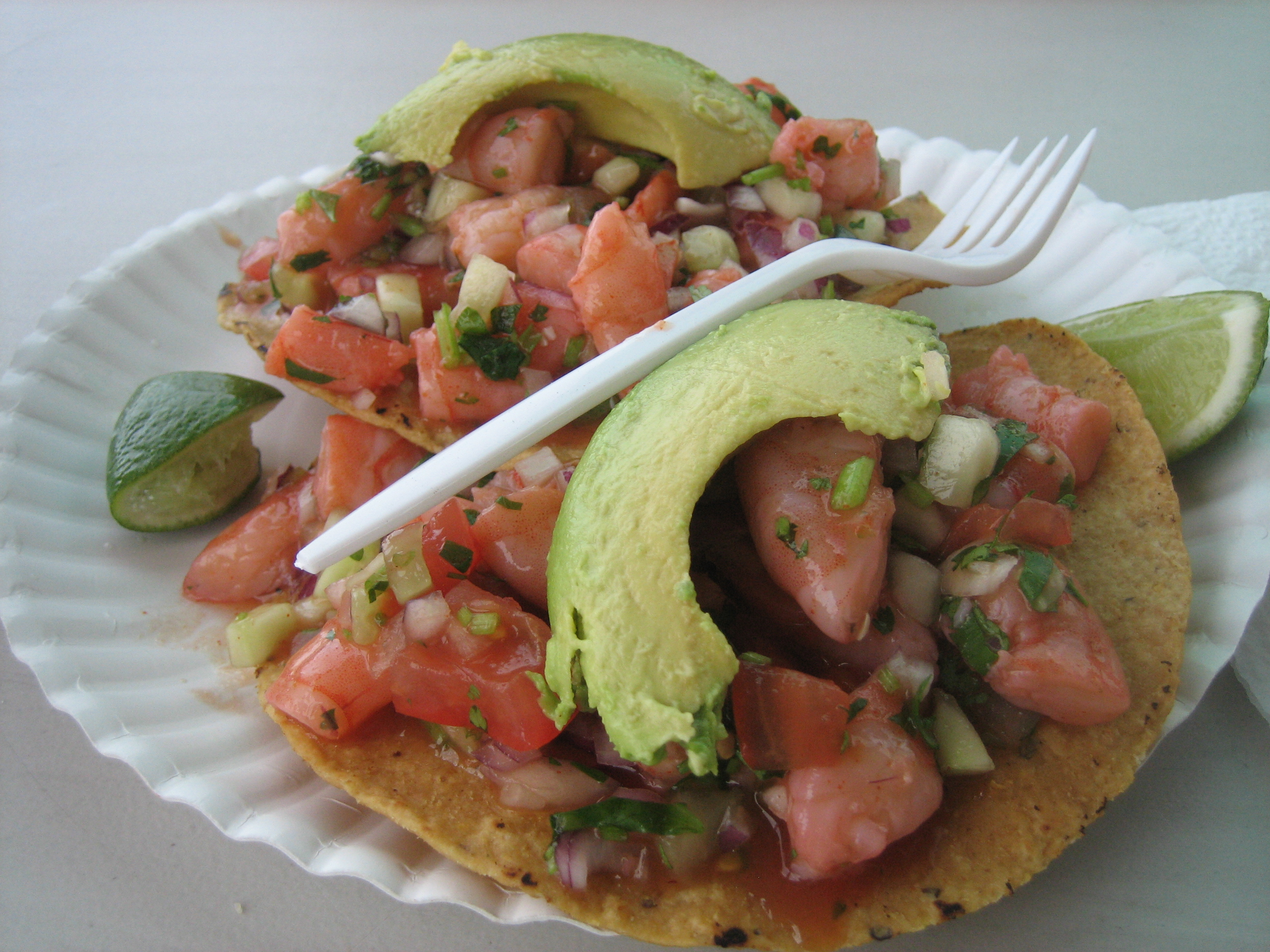
米国カリフォルニア州オーランドでタコス・トラックで供される海老のトスターダ

時間の経ったパンをトーストのように美味しくできるのと同じように、古くなったトルティーヤは金色になり、硬く、カリカリになるまで熱した油で揚げることでトスターダとして再利用できる。市販のトスターダは味と歯ごたえがトルティーヤ・チップスと同じようである。
トスターダはメキシコとアメリカ合衆国南西部の独特の料理であり、主に魚介類やメヌード、ビリア、ポソレといったシチューなどのさまざまなメキシコ料理の付け合わせとして供される。トスターダはメキシコ中で見られる。
トスターダのトッピングは、タコスに用いられるものとほとんど同じで、豆、チーズ、サワークリーム、切ったレタス、薄切りタマネギ、サルサの下地に通常は鶏肉か豚肉だが、牛肉の場合もあるさいの目に切って揚げた肉が載せられる。ツナ、エビ、カニ、刻んだタコ、そしてセビチェなども人気がある。ベジタリアン・トスターダも一般的ではないが見つけることができる。トスターダは崩れやすいのでメインのトッピング（通常は豆ないしクリーム）はしっかりくっつくようにペースト状でなければならず、これによって他のトッピングや付け合わせが食べている間に落ちてしまうのを防いでいる。オアハカ地方は、ピザの大きさで、時に揚げたチャプリネス（イナゴの一種）がトッピングされている、大きな「トラユーダ」トスターダで知られている。
トスターダは、小さな三角形に切ってサルサ、ワカモレ、豆、クリーム、クリームチーズなどに浸けたり、チリ・コン・ケソとともに供されるトルティーヤ・チップスに仕立てて前菜（「ボタナ」）とすることもできる。このタイプのトスターダは「トウモロコシのトトポス」とニューメキシコおよびテクス・メクス料理を起源としている。「ナチョス」としても知られる市販のトルティーヤ・チップスはまた、普通にお店やスーパーマーケットで売られている。
中央アメリカでは、トスターダはしばしば黒いんげん豆、パセリ、牛ひき肉およびクルティードとともに供されている。